# Douglas (Południowa Afryka)
Douglas - miasto w Republice Południowej Afryki, położone w Prowincji Przylądkowej Północnej, w dystrykcie Pixley ka Seme, w gminie Siyancuma której jest siedzibą administracyjną.
Douglas leży na ujściu rzeki Vaal do Oranje.